# Gutenstein (Basse-Autriche)
Gutenstein est une commune (Marktgemeinde) autrichienne du district de Wiener Neustadt-Land, en Basse-Autriche. C'est un lieu de pèlerinage important et également une station climatique.

## Géographie
La municipalité se situe au milieu des Alpes de Gutenstein, un massif des Préalpes orientales septentrionales, dans la vallée de la rivière Piesting ; elle est entourée des vastes forêts.

## Histoire
Dans l'Antiquité, la région faisait partie du royaume celtique de Norique, située dans les environs de l'oppidum de Burg. Dès 15 ap. J.-C., le Norique est devenu une province de l'Empire romain sous le règne de l'empereur Auguste ; à partir de l'an 8 apr. J.-C., la zone était incorporée dans la province de Pannonie.

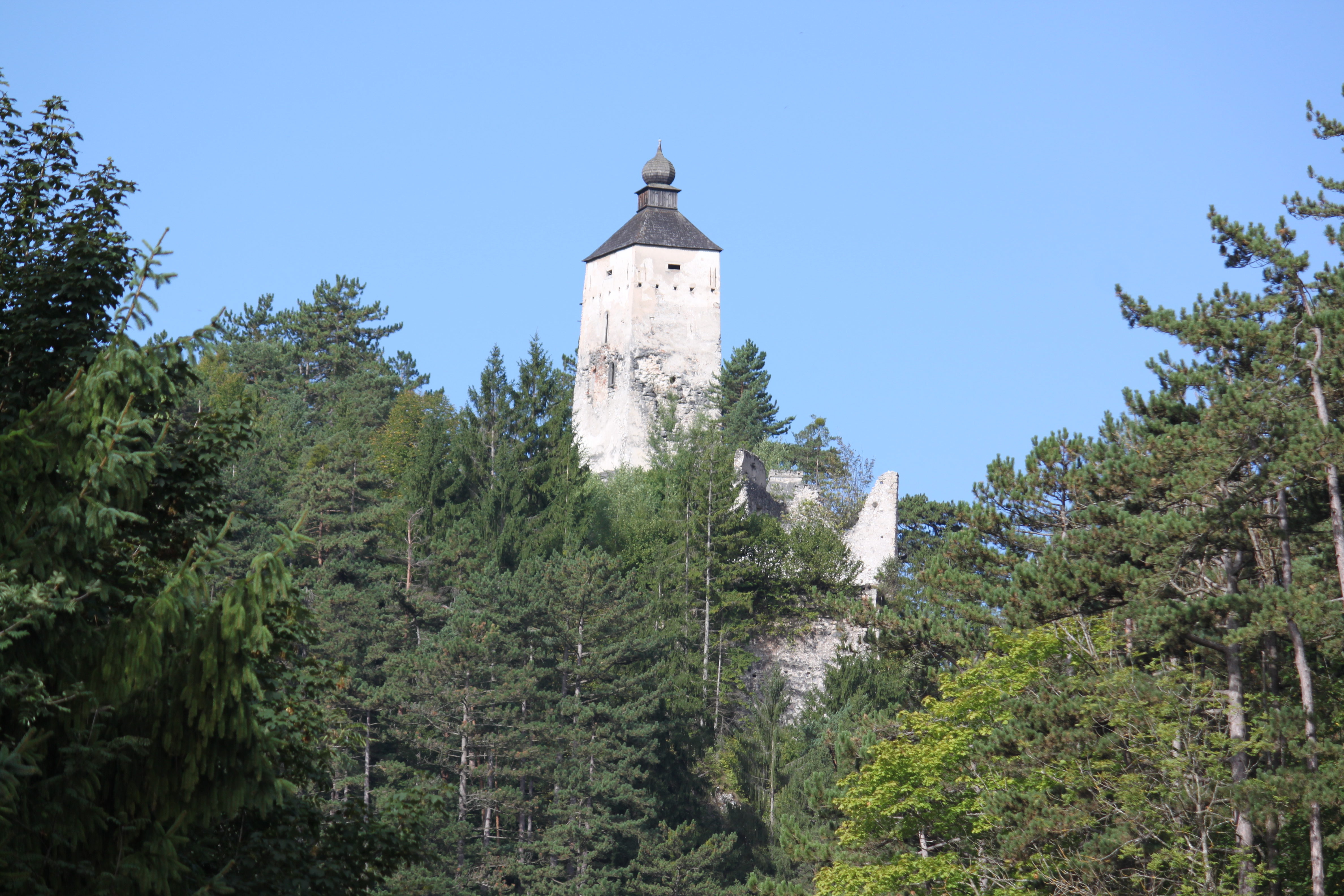
Château de Gutenstein.

Vers la fin du XIIe siècle, le château de Gutenstein fut construit à l'instigation des souverains autrichiens de la maison de Babenberg. La première mention de la forteresse et de la paroisse remonte à l'an 1220, sous le règne du duc Léopold VI. Après la mort du duc Frédéric le Querelleur et l'extinction de la lignée des Babenberg en 1246, elle était occupée par l'ordre Teutonique ; après demande par le pape Innocent IV, le domaine est transmis à la sœur de Frédéric, Marguerite puis à son époux Ottokar II de Bohême. Après la mort d'Ottokar à la bataille de Marchfeld en 1278, il resta la propriété de la maison de Habsbourg.
Le château était l'une des demeures préférées de Frédéric le Bel qui dès 1314 a lutté contre Louis de Bavière pour le trône du Saint-Empire. Après sa défaite à la bataille de Mühldorf, en 1322, et une longue période d'emprisonnement, il a pu revenir à Gutenstein avec son épouse Isabelle d'Aragon. Il y mourut à 41 ans en 1330. 
Après des querelles de succession au sein de la dynastie des Habsbourg, L'empereur Sigismond en 1417 céda Gutenstein au duc Albert V d'Autriche, au détriment de son cousin Ernest d'Autriche intérieure. De la même manière, le fils d'Ernest, le futur empereur Frédéric III refusait de remettre le domaine à son pupille Ladislas le Posthume. En 1457, les forces de Ladislas mit le siège devant le château et ont occupé Gutenstein ; peu après, son rival hongrois Matthias Hunyadi y est incarcéré. Trente ans plus tard, Matthias, roi de Hongrie, fit occuper la forteresse jusqu'à sa mort en 1490.

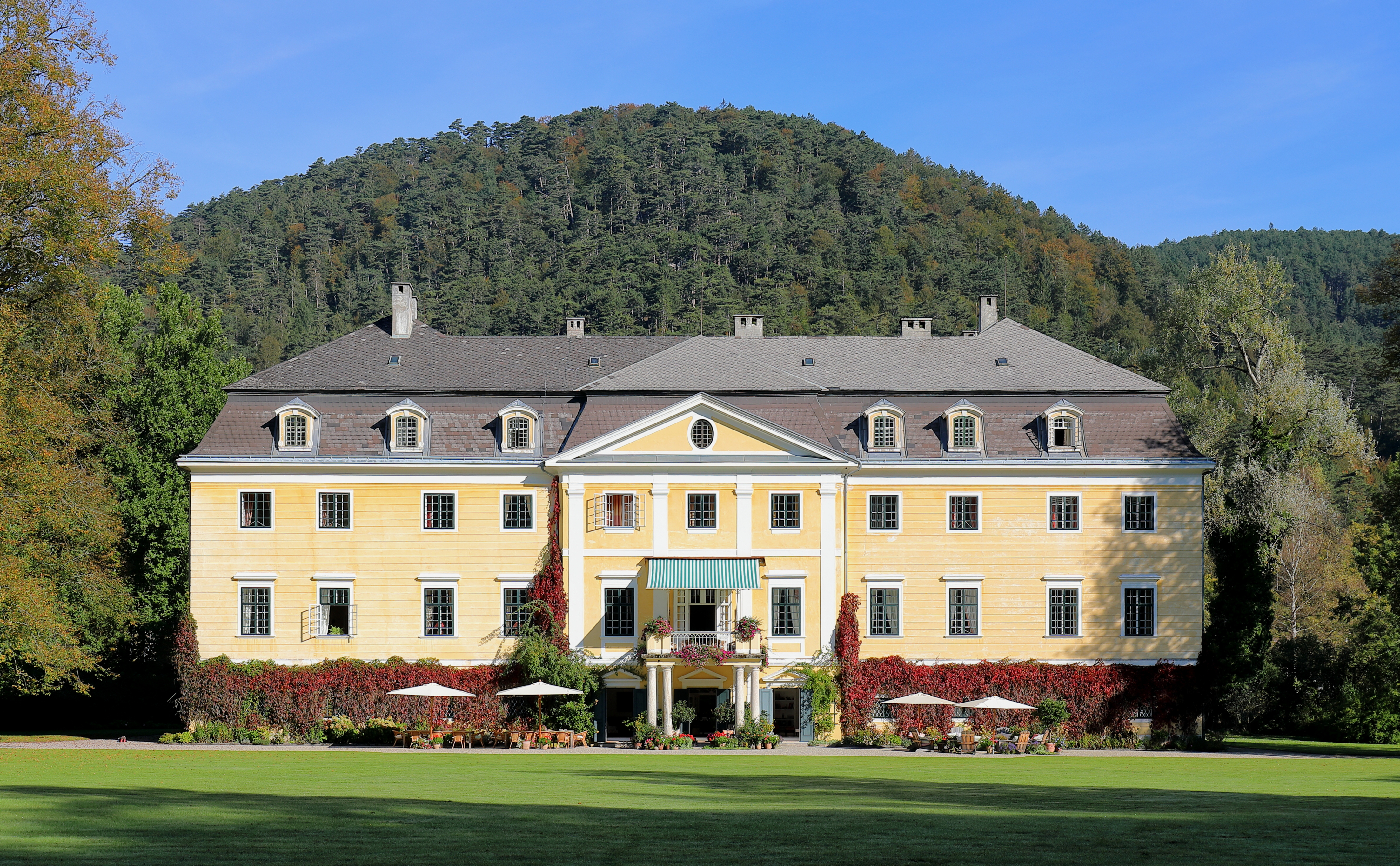
Palais Hoyos.

Au cours du siège de Vienne de 1529, les troupes ottomanes  tentent en vain d'occuper le château mais ont dévasté les environs. En 1595, le domaine devient propriété de la famille Hoyos et en 1670 a commencé la construction d'un nouveau palais en style baroque au-dessous. Siège d'un tribunal de comté, l'ancienne forteresse fut le lieu de nombreux procès de sorcellerie au XVIIe siècle. Durant le second siége de Vienne de 1683, elle pu à nouveau être défendue. 
Les Hoyos obtiennent en 1668 la permission du pape Clément IX d'ériger un sanctuaire qui depuis 1672 estt tenu par l'Ordre des Servites de Marie. En 1817. le comte Johann Ernst Hoyos-Sprinzenstein fit reconstruire le nouveau palais. À partir de 1825, le poète Ferdinand Raimund a été régulièrement convié à la table des Hoyos ; il fut inhumé à Gutenstein en 1836 ; en son honneur, un festival estival (Raimundspiele) se tient tous les ans depuis 1993. 

## Jumelage
La commune de Gutenstein est jumelée avec :
- Gutenstein (Allemagne)